# Pbil m/31
Пансарбил м/31 (швед. Pansarbil m/31, pansarbil — бронеавтомобиль), сокращённо — Пбил м/31 (швед. Pbil m/31) — шведский бронеавтомобиль. Разработан компанией «Бофорс» (швед. Bofors) для замены бронеавтомобилей Pbil m/25, Pbil m/26 и Pbil fm/29 на вооружении шведской армии. Выпускался на шасси грузовых автомобилей «Вольво» (швед. Volvo) и «Шевроле» (англ. Chevrolet).